# Ceroys oryx
Ceroys oryx är en insektsart som först beskrevs av John Obadiah Westwood 1859.  Ceroys oryx ingår i släktet Ceroys och familjen Heteronemiidae. Inga underarter finns listade i Catalogue of Life.